# Karbanjon
Karbanjon je anjon kod koga ugljenik ima nepodeljeni elektronski par i nosi negativno naelektrisanje, obično sa tri supstituenta za totalom od osam valentnih elektrona. Karbanjon postoji u trigonalnoj piramidalnoj geometriji. Formalno karbanjon je konjugovana baza ugljekove kiseline.
gde B označava bazu. Karbanjon je jedan od nekoliko reaktivnih intermedijara u organskoj hemiji.

## Spoljašnje veze
- vrednosti - Viskonsin
- vrednosti - Harvard